# آق‌کول
آق‌کول (به لاتین: Akkol) یک زیستگاه انسانی در قزاقستان است که در شهرستان آق‌کول واقع شده‌است.

## خصوصیات
آق‌کول ۹٬۴۰۰ کیلومترمربع مساحت و ۱۴٬۲۱۷ نفر جمعیت دارد.